# 아하소과
아하소과(俄何燒戈, ?~253년)는 《삼국지연의》에 등장하는 가공의 인물로, 강족의 왕 미당대왕(迷當大王)의 대장이다. 《삼국지》 곽회전에 등장하는 강족의 수령 아하(餓何), 소과(燒戈) 두 사람의 이름이 한 인물로 묶였다.
253년 촉나라의 무장 강유(姜維)의 권유로 미당(迷當)은 그에 협력하였고, 대장 아하소과에게 군사 5만명을 받아 남안으로 공격하였다.
하지만 아하소과는 위나라의 무장 진태(陳泰)의 계략에 걸려 함정에 빠졌다. 진태는 아하소과에게 항복을 권하였으나 거절하고 처형당한다.